# 新卡佩拉
新卡佩拉是巴西米纳斯吉拉斯州的一个市镇。总面积110.955平方公里，总人口4598人，人口密度41.4人/平方公里。